# Les Voyages de Tortillard
Les Voyages de Tortillard est une série télévisée d'animation québécoise en 52 épisodes de 5 minutes, écrite par Peter Sander et Danielle Marleau, produite par Les Films du Train Secret, et diffusée à partir du 13 janvier 1979 dans Bagatelle à la Télévision de Radio-Canada.
En France, elle a été diffusée à partir du 29 septembre 1980 sur Antenne 2 dans Récré A2.
Elle fut aussi utilisée en tant qu'intermèdes durant les premières années du Canal Famille de 1988 à 1993, en particulier après les émissions Inspecteur Gadget et Les Amis ratons.

## Synopsis
Cette série met en scène un jeune garçon du nom de Simon. À une époque où le système ferroviaire est remplacé par l'automobile, Simon découvre une locomotive à vapeur dans le sous-sol de son bloc appartement. Lorsqu'il s'ennuie, Simon pilote le Tortillard avec à son bord Monsieur Globe-Trotter accompagné par sa chatte Mélanie. Ce passager attend l'arrivée du train à la gare depuis plus d'une décennie avant la première venue de Simon. Évidemment, la locomotive est exceptionnelle ; elle voyage dans le temps et l'espace.
Chaque épisode nous transporte à une destination inconnue, tantôt sur une planète absurde, tantôt dans un endroit loufoque. Peu importe où le train s'arrête, Simon et Monsieur Globe-Trotter font la rencontre de Stella, une fille arborant une coiffure étoilée, qui interprète différents personnages malgré son apparence constante.

## Voix
- Élizabeth Chouvalidzé : Simon
- Jean Fontaine : Monsieur Globe-Trotter
- Ève Gagnier : Stella
- Douglas Heintzman
- Caroline Roberts
- Neil Shee

 Source et légende : version québécoise (VQ) sur Doublage.qc.ca

## Équipe de production
- Danielle Marleau : créateur
- Peter Sander : créateur
- Louise Ranger (aussi présentée sous Lou B. Ranger) : production
- Hagood Hardy : musique
- Michel Guay : montage

## Traductions
Cette série a été traduite en anglais et diffusée sous le titre The Secret Railroad.